# JR九州BEC819系電聯車
JR九州BEC819系電聯車（日语：BEC819系電車），暱稱「DENCHA」（是「雙能源充電列車」
Dual ENergy CHArge Train的部分首字母串起來而成的新創字彙），是九州旅客鐵道的兩卡式蓄電池驅動列車（BEMU）。本列車於2016年起於福北豐線及筑豐本線投入服務，另於香椎線亦有班次。

## 簡介

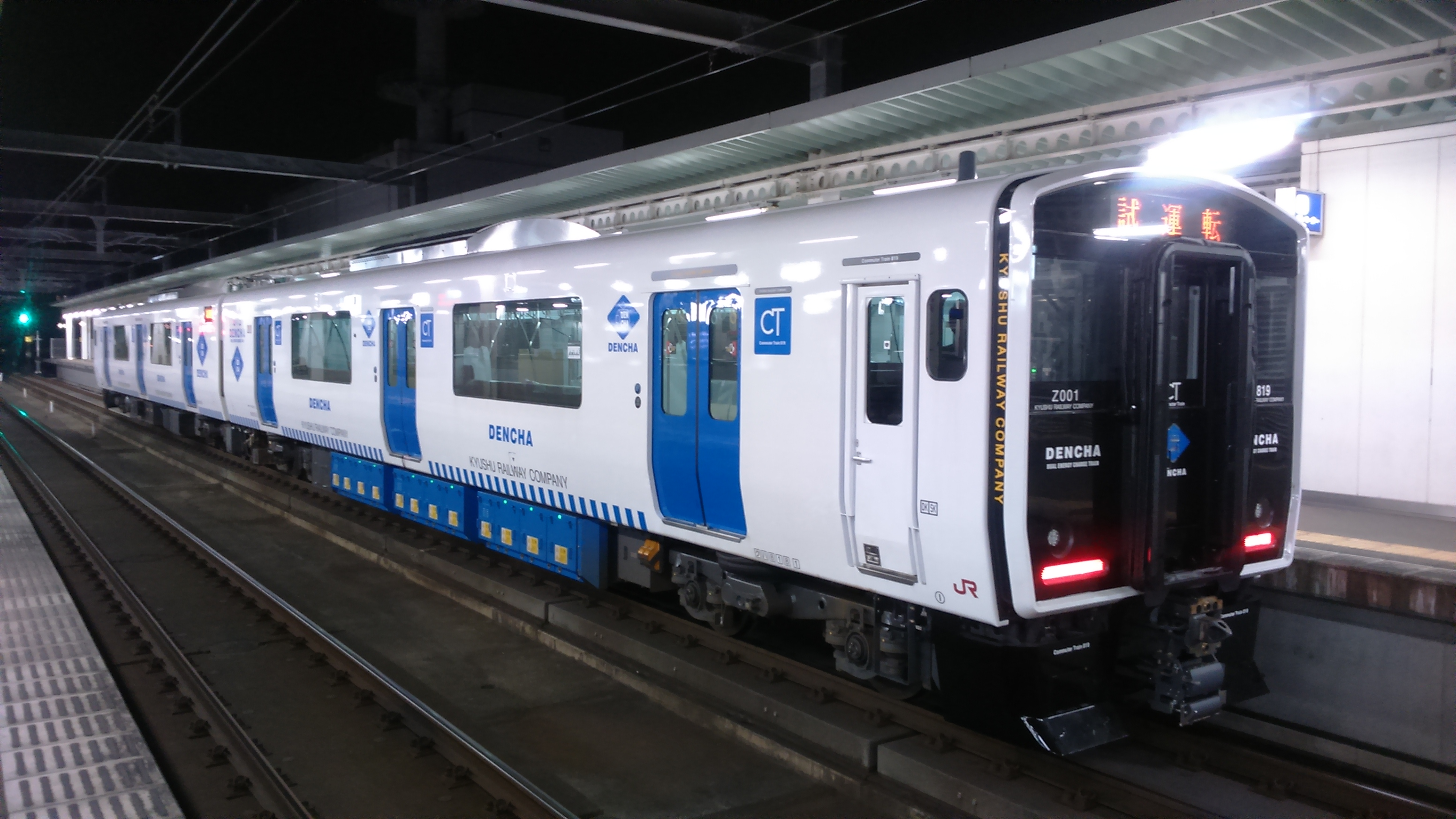
Z001車組正在測試。攝於2016年6月。

JR九州於2014年11月宣布製造此列車，2016年1月29日公佈列車內部設計的詳情。2016年4月，第一組測試列車由日立製作所於山口县的工廠完成，並開展各項測試，於2016年10月19日正式投入載客服務。2017年5月24日，本列車獲得了第60屆藍絲帶獎。
此列車由水戶岡銳治參考早期的817系蓄電池改造車（EMU）所設計，亦有參考305系列車上市後收集的意見。JR九州於2014年11月宣布製造此列車。
列車使用鋰電池驅動，儲電量為360千瓦·時，電壓為1598伏特。

### 列車內部
列車內部全面使用LED燈照明。

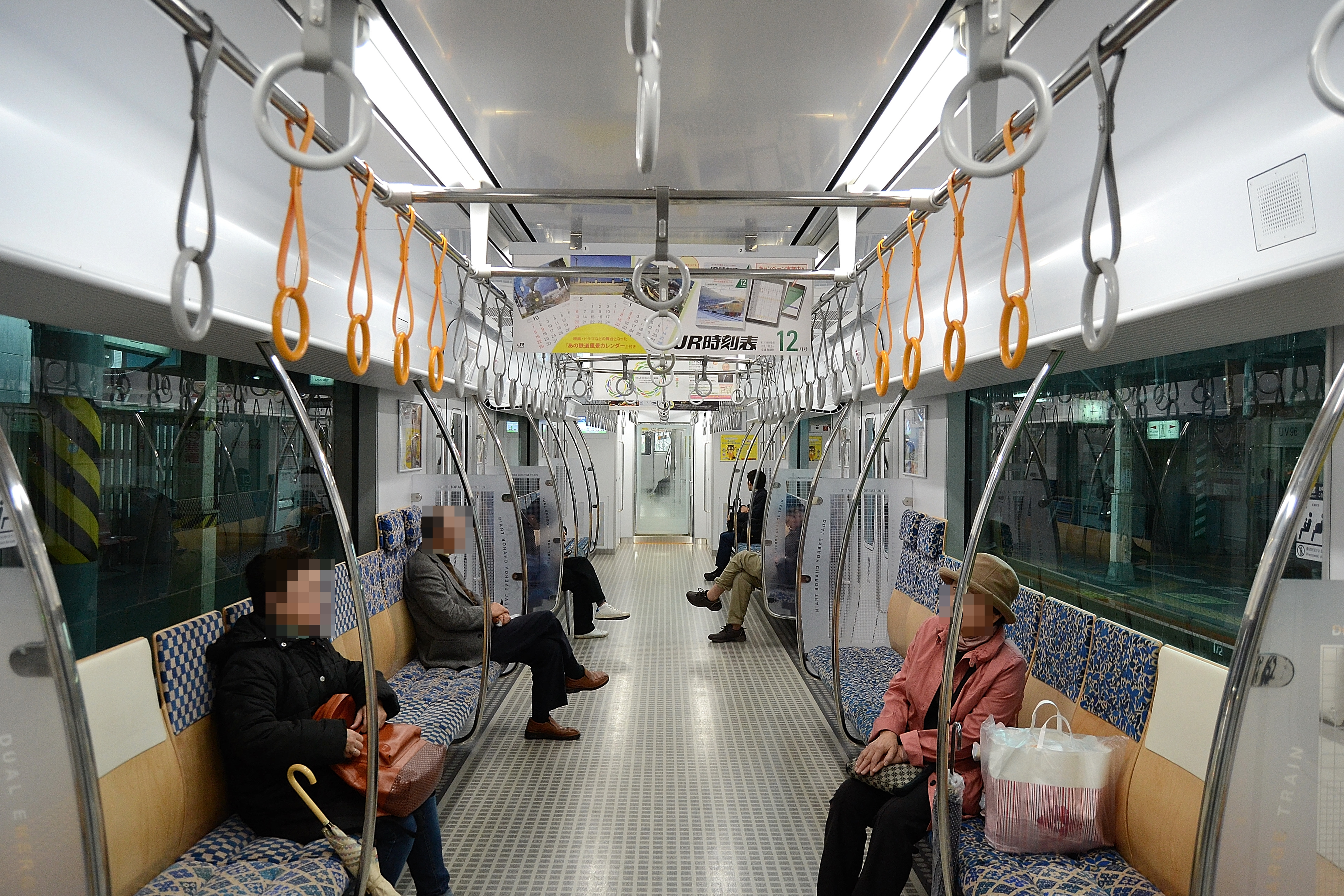
Z001 車卡內部，攝於2016年12月。

## 運作情況
BEC819系電聯車於福北豐線接駁20 kV的交流電行駛，及在筑豐本線的折尾車站至若松車站之間以不接駁交流電的方式行駛。由2018年末起，亦有於香椎線以不接駁交流電的方式行駛。香椎線使用較新的300型號列車，共有十一組。筑豐本線則使用較舊的0系列，共有七組。

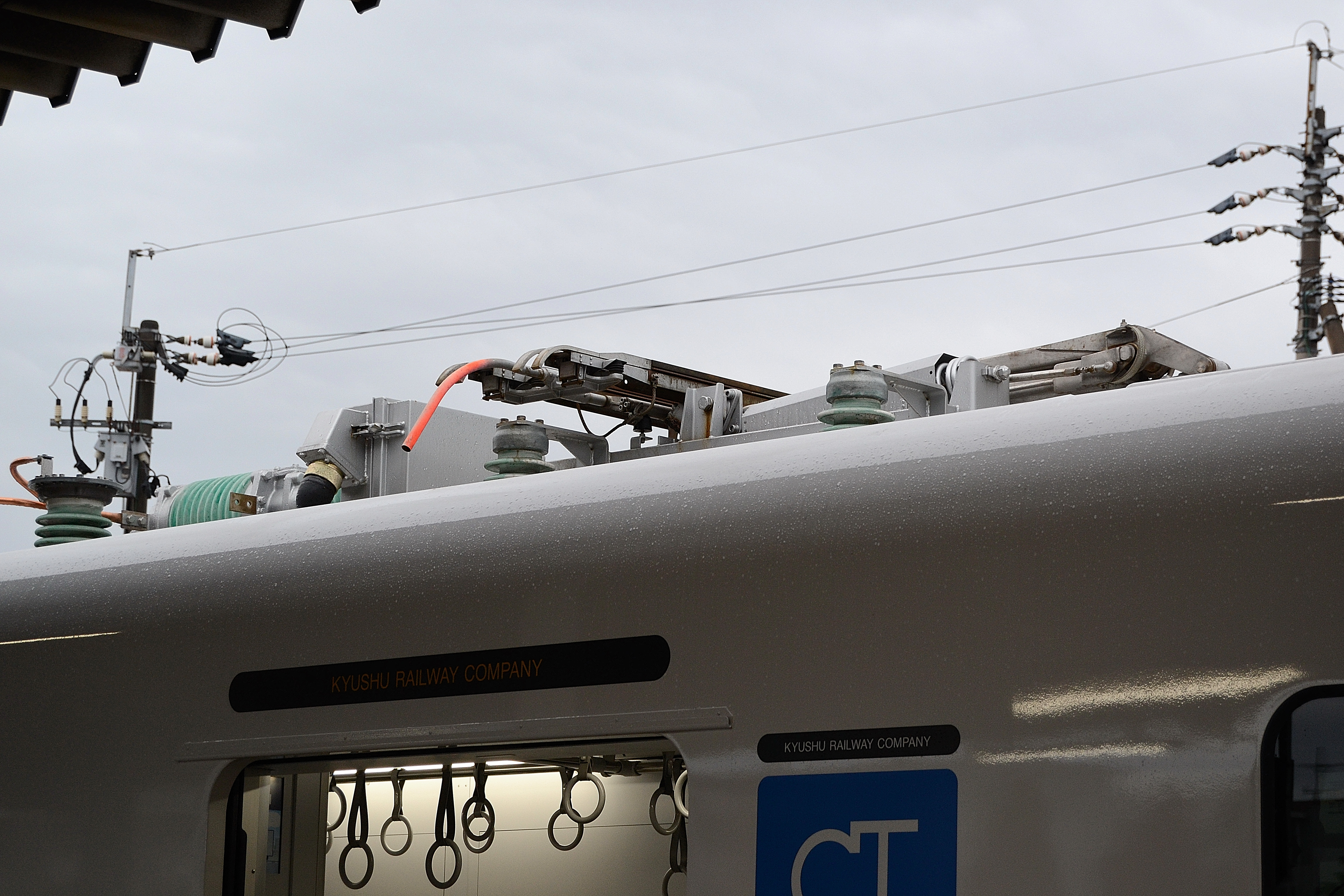
於筑豐本線行駛的行車不需使用集電弓。攝於2016年12月。

2017年5月24日，本列車獲得了第60屆藍絲帶獎。

## 列車編組
於2019年6月8日，BEC819系電聯車共生產了十八組，每組兩卡。一卡為有動力的車頭，另一卡為無動力的車卡。
| 類別                  | 動力車頭    | 普通車卡      |
| 代號                  | KuHa BEC818 | KuMoHa BEC819 |
| 重量（噸）            | 35.5        | 36.6          |
| 載客量（總量/坐位數） | 131/40      | 133/40        |

- KuMoHa BEC819 有一組單臂集電弓。[16]
- KuHa BEC818 於車尾有一間廁所。[16]

## 歷史
- 2016年（平成28年）
  - 4月 - 第一組車卡（ZG001）竣工，共兩卡。
  - 8月24日 - 九州旅客鐵道於直方市的辦公室宣佈BEC819將舉行試乘會[17]。
  - 10月1日 - 於筑豐本線的直方站 - 中間站段舉行試乘會，全長11公里。[18]。
  - 10月19日 - ZG001車組於若松線正式投入使用[17]。
- 2017年（平成29年）
  - 3月4日 - 6組量產車組（ZG002 - ZG007）於若松線及福北豐線投入使用。[19]。
  - 9月18日 - ZG005車組於直方車輛基地内撞車及出軌，車組停駛[20]。
- 2018年（平成30年）
  - 9月13日 - ZG005車組重新投入使用。
- 2019年（平成31年）3月16日 - 新式的300型號列車於香椎線投入服務，共11組、22輛（ZG301 - ZG311）。[21]。
- 2019年（令和元年）12月下旬 - 2020年（令和2年）2月中旬 - 於香椎線進行自動運行測試[22]。
- 2020年（令和2年）
  - 3月8日：因為新型冠狀病毒肺炎影響，半自動門暫停使用[23]。
  - 3月14日 - BEC819於香椎線與鹿兒島本線開始直通運行。[21]。